# داستين كيمورا
داستين كيمورا (بالإنجليزية: Dustin Kimura) هو فنان قتال مختلط أمريكي، ولد في 21 مايو 1989 في هونولولو في الولايات المتحدة.

## وصلات خارجية
- داستين كيمورا على موقع يو إف سي (الإنجليزية)
- داستين كيمورا على موقع شيردوغ (الإنجليزية)
- داستين كيمورا على موقع IMDb (الإنجليزية)